# ディズニー ツイステッドワンダーランドの登場キャラクター
ディズニー ツイステッドワンダーランドの登場キャラクターでは、モバイルゲーム『ディズニー ツイステッドワンダーランド』（以下、本作）に登場するキャラクターたちについて述べる。本作は2週間程度でガチャのキャラクターを入れ替えており、リリースから2ヶ月以上ランキング上位を保持した。このことから、ステータスを含めたキャラクターの魅力がアイテム課金の売り上げに影響を及ぼしていると、スパイスマートはみなしている。また、本作は『A3!』と共に、ゲームエイジ総研により好きなキャラクターの誕生日という要因で、アクティブユーザーが1日で大幅に増加する事例として取り上げられている。調査結果についてゲームエイジ総研は、キャラクター数が限定されているため膨大な数のキャラクターのソーシャルゲームより、一人一人に焦点を当てた施策を取りやすいとの考えを述べている。そしてユーザーのキャラクターへの愛情と、それを満たそうとした運営の努力が合わさったものだと結論付けている。
本項では各寮の説明に続き、ナイトレイブンカレッジ（NRC）の生徒と教師、メインストーリーで登場するロイヤルソードアカデミーの生徒について扱う。掲載順は、NRCの生徒の後に関係者、その後ロイヤルソードアカデミーの生徒とする。NRCの生徒の掲載順はオンボロ寮を除き、「STORY > パーソナル」での並びに準ずる。イベントのみ登場するキャラクターと記載のない用語の説明は、本作の記事に掲載する。

## ナイトレイブンカレッジ
本作の舞台である、4年制の名門魔法士養成学校。創立記念日は3月18日。全寮制の男子校で、1学年あたり200人が在籍する。入学には「闇の鏡」（声：堀内賢雄）と呼ばれる魔法の鏡に、魔法士の素質を認められる必要がある。闇の鏡は入学するだけの才能と魂を持つ人物を選び、選ばれた者は棺を象った「扉」（ゲート）を乗せた馬車が迎えに来る。生徒たちは「マジカルペン」と呼ばれる魔法石を組み込んだ、生徒証を兼ねる万年筆型のペンを持つ。生徒たちにはアイコンが設定されている。
闇の鏡は生徒たちを魂の資質によって、7つの寮に振り分ける。寮は「グレート・セブン」と呼ばれる、かつてツイステッドワンダーランドに存在した偉大な存在に倣っている。各寮へは「鏡舎」という、正面から本校舎に向かって右手前に見える扉から入ることができる。各寮は寮長がまとめている。寮長になるには先代寮長の指名や、「決闘」という全校生徒に許された、魔法のみ使用できる戦闘で寮長に勝利するなどの手段が存在する。また、手続きを踏む必要があるものの、「転寮」を行うことも可能である。学内ではマジフトなどを除いた私闘は許されていない。

### オンボロ寮
本校舎の近くに佇むかつての寮で、監督生とグリムの居住地。寮の名前は、グリムがプロローグにて命名した。悪戯を好むゴーストたち（声：鈴木琢磨、金光宣明、平野俊隆）が住み着いたことを契機に、生徒が寄り付かなくなり、寂れた。2人が住んでから清掃され、ゴーストと良好な関係性を築いている。室内には大きな鏡があり、第3章以降そこにはミッキーマウス（声：星野貴紀）が現れる。
監督生(デフォルト名　ユウ)
元の世界に帰還する方法を探す、プレイヤーの視点を務めるキャラクター。外見や性別などは設定されていないものの、他のキャラクターの発言から推察できる部分も存在する。コミカライズやノベライズでは、設定を持つキャラクターに置き換えられる。個性的な生徒たちに振り回されるお人好しでありながら、肝の座った毒舌家でもある。監督生という呼称は「グリムを監督する」という意味を持つ。各章冒頭にて、予知夢のような形でモチーフになった作品の断片を見る。
グリム
声 - 杉山紀彰
監督生の相棒を務める、ネコの姿を持つ記憶喪失のモンスター。火の魔法を得意とする。自信家のビッグマウスだが、天才を自称する一方で勉強は苦手。監督生を自身の子分として扱うなど、面倒見は良い。グルメで、作中では頻繁にヒトとは異なる味覚の食レポを披露する。マジカルペンではなく、ペンダントにラベンダー色の魔法石を付けたものを用いる。

### ハーツラビュル
『ふしぎの国のアリス』をモチーフとした、ハートの女王の厳格な精神に準ずる寮。寮内は「迷路と薔薇の庭」という迷路に、ペンキで赤く塗るための白バラが植えられている。「ハートの女王の法律」全810条が存在し、遵守の度合いは寮長に一任されている。伝統行事が多く、不定期で「なんでもない日」のパーティやクロッケー大会が催される。寮生の顔に描かれたスートは寮長が決める。イメージカラー、魔法石は赤。
リドル・ローズハート
声 - 花江夏樹、佐藤美由希（幼少期）
ハートの女王をモチーフとした、歴代随一の厳しさを誇る寮長で赤髪の人物。全教科で学年トップを取る、ハートの女王の法律をすべて暗記するなど、優秀な成績を修める。自他共に厳しく真面目で、冗談が通じない。魔法医術士の両親の元に生まれ、母親（声：石井未紗）の過度に厳しい教育の影響で、現在の人格が形成された。ハートの女王の法律を厳守し、違反者にはユニーク魔法を用いて罰するため、寮生には畏怖されている。その一方で寮生思いでもあり、彼らのテスト勉強を手伝うこともある。リドルの寮長就任以降、ハーツラビュルは一人も留年生を出していない。ユニーク魔法は、首輪を嵌めた相手の魔法を封じることができる「首をはねろ！（オフ・ウィズ・ユアヘッド）」。
エース・トラッポラ
声 - 山下誠一郎
ハートのトランプ兵をモチーフとした、左目の下部にハートのペイントをした人物。明朗快活で、思ったことをはっきりと伝える性格。最初は魔法が使えない監督生を見下すが、後に打ち解ける。利発的で要領が良く、運動神経にも優れるが、怠け癖を持つため成績に反映されない。彼とデュース、グリムの3名は監督生とプロローグから行動を共にしており、監督生とは親友の間柄となっている。要領よく事態を切り抜けようとしたところ、逆に騒動の種になるという、トラブルメーカーとしての性質を持つ。物語では風を扱う魔法を主に使用する。
デュース・スペード
声 - 小林千晃
スペードのトランプ兵をモチーフとした、左目の下部にスペードのペイントをした人物。エースと共に監督生と最初に知り合うキャラクターで、ケイトからは2人まとめて「エーデュース」と称される。エースとはクラスメイト兼友人兼ライバルで、要領のいいエースと意見が対立する一方、2人でプレイヤーの心情を代弁する役割を持つ。優等生を目指すが天然ボケの他、喧嘩っ早い性格を持つものの、普段はそれを隠している。要領が悪く勉強が苦手だが、母親が誇れるような魔法士を目指している。「しっぺ返し（ベット・ザ・リミット）」というユニーク魔法を持つ。他には、魔法で大釜を相手に向けて落とすことが多い。
ケイト・ダイヤモンド
声 - 小林竜之
ダイヤのトランプ兵をモチーフとした、右目の下部にダイヤのペイントを持つ人物。流行に詳しく誰とも分け隔てなく付き合える人柄で、場の空気を正確に認識することができることから、寮内のムードメーカーとして振る舞う。その一方で、家庭の事情により転校を繰り返したことから、学校で友人を作ることに意義が見出せないとして、他者に心を開かない人物でもある。また、無情な様子を見せることもある。マジカメにて自分撮りを投稿したり、注目を浴びる写真を投稿したりすることに力を入れている。ユニーク魔法「舞い散る手札（スプリット・カード）」は自身の分身を生み出すことができる。
トレイ・クローバー
声 - 鈴木崚汰、渡谷美帆（幼少期）
クラブのトランプ兵をモチーフとした、副寮長を務める人物。左目下部にクラブのペイントをしている。面倒見が良く大人びた性格で、寮ではリドルのフォローを行うことが多い。リドルとは幼馴染でもあり、彼から信頼されている。実家はケーキ屋を営んでおり、本人も料理が得意で、なんでもない日のパーティに出す料理は彼が担当している。厳格な生活をしていたリドルを外に連れ出した張本人の一人で、リドルがより束縛されるようになってからも、彼を気にかけている。しかし、リドル自身の誤ちを伝えられずにいた。ユニーク魔法「薔薇を塗ろう（ドゥードゥル・スート）」は、短時間のみ対象に要素を上書きできるもので、対象がユニーク魔法であっても適用される。

### サバナクロー
百獣の王の不屈の精神に準じた、『ライオン・キング』をモチーフとした寮。獣人族の生徒が多く、縄張り意識が強いため、部外者を嫌う傾向にある。身体能力に優れた生徒が多く、寮内にマジフトの競技場を有している。副寮長は過去には居たものの、全員が寮長のレオナに挑んで敗北を喫したため、空席のままとなっている。イメージカラー、魔法石は黄色。
レオナ・キングスカラー
声 - 梅原裕一郎
スカーをモチーフとした、気だるげで傍若無人な性格の人物。寮長を務め、魔法も運動も優秀な一方で、本人の意欲の低さが原因で留年している。「夕焼けの草原」にある国の第2王子で、第1王子である兄のファレナ（声：間宮康弘）やその王位継承者である甥のチェカ（声：柴田芽衣）の存在により、自身の存在を周囲に疎まれ続けてきた。自身の功績がすべて兄を持ち上げるための材料にされることを諦観しているが、本質的には面倒見が良く負けず嫌いで、勝つためには非道な手段も辞さない。生まれた時から「王者の咆哮（キングス・ロアー）」というユニーク魔法を会得しており、対象を乾燥させ、砂に変えることができる。
ジャック・ハウル
声 - 坂泰斗 、森優子（幼少期）
団体行動を嫌い、一匹狼として振る舞う、オオカミの獣人。問題児の多い登場人物の中での貴重な常識人。柄の悪そうな見た目と異なり、成績優秀かつ真面目な性格で、正々堂々とした勝負を好む。年の離れた弟と妹を持つため、面倒見が良いものの、ぶっきらぼうに振る舞う。マジフトの大会の中継を見てからレオナに憧れを抱いているが、当のレオナは意欲を見せず、手段を選ばない人物であるため反感を持っている。監督生と同学年であることが災いして、トラブルに巻き込まれやすい。ユニーク魔法「月夜を破る遠吠え（アンリイッシュ・ビースト）」は、オオカミに変身することができる。
ラギー・ブッチ
声 - 市川蒼
シェンジ・バンザイ・エドの3匹をモチーフとした、ハイエナの獣人。普段はお零れを目当てに、レオナの身の周りの世話をしている。スラム街の出身で、両親の失踪と病死により、祖母に育てられた。嫌いなことに損を挙げ、金銭や食料に強く執着する。ホリデー前には食堂や購買で賞味期限切れ間近の食料を入手して、故郷で振る舞う。また、生活能力が高く、料理やサバイバル知識にも長ける。レオナのことは財布を狙う一方で、留年を繰り返すことを気にかけている。ユニーク魔法「愚者の行進（ラフ・ウィズ・ミー）」は、対象の人物に自身と同一の動作をさせることができる。

### オクタヴィネル
『リトル・マーメイド』に基づいて造られた寮で、海の魔女の慈悲の精神に準じている。海中に存在する寮の中では「モストロ・ラウンジ」というカフェが運営されており、売上の10パーセントが学園に納められている。自己責任をモットーとしており、取引などを重視する。頭脳明晰な生徒が多く、筆記テストではスカラビアと並ぶ。文化系の部活動に所属する生徒が多い。イメージカラー、魔法石は白。
アズール・アーシェングロット
声 - 田丸篤志、日岡なつみ（幼少期）
寮長とモストロ・ラウンジの支配人を兼任する、アースラをモデルとした、タコの人魚。誰に対しても礼儀正しいが守銭奴で、感情的で仲間思いで思慮深い。モストロ・ラウンジは彼が1年生の時に学園長を脅して、経営を認めさせた。元々肥満体型で文武共に苦手だったが、周囲に苛められたことをバネに努力を重ねた。3章で使われたノートは、彼が過去100年分のテスト出題傾向に基づいて制作したものである。ただし未だに運動は苦手。ユニーク魔法「黄金の契約書（イッツ・ア・ディール）」で相手に契約書にサインを求め、担保として相手の能力を奪うことができる。相手が契約を達成できなかった場合、頭部からイソギンチャクが生えた状態となり、アズールの支配下に置かれる。
ジェイド・リーチ
声 - 駒田航、越乃奏（幼少期）
副寮長でジェットサムをモデルとした、アズールの幼馴染で、ウツボの人魚。アズールの右腕として、モストロ・ラウンジでは給仕を務める。物腰が柔らかいながらも腹黒さを持ち、予定調和を嫌いハプニングを愛する毒舌家。また、キノコ好きが高じて「山を愛する会」という同好会を設置したものの、部員は彼一人となっている。ユニーク魔法の「かじりとる歯（ショック・ザ・ハート）」は、対象の人物に真実を話させることができる。しかし同一人物には複数回使用できない、自身の左目を覗き込ませる必要があるなど、制約が多い。
フロイド・リーチ
声 - 岡本信彦、武田愛奈（幼少期）
フロットサムをモデルとした、自由奔放で気分屋なウツボの人魚。右目が黄色のオッドアイを持つ。アズールの幼馴染で、ジェイドとは双子。ジェイドとは口調、表情などが異なる。3人は故郷に流氷が張る間、ホリデーを共に過ごす間柄でもある。他者に水生生物の名前を付けて呼ぶことがある。天才肌で勉学、運動、料理と才能があるにも拘らず、本人が飽きるため特異な才能を発揮しきることがない。また、激怒すると手が付けられない。ユニーク魔法「巻きつく尾（バインド・ザ・ハート）」は魔法の矛先を逸らすことができるが、本人の気まぐれにより、精度に難がある。

### スカラビア
『アラジン』をモチーフとした寮で、砂漠の魔術師の熟慮の精神に準じている。灼熱の砂漠にあり、近くにはオアシスも存在する。宝物庫には魔法の絨毯の他、カリムの実家から届けられた財宝が保管されている。思慮深い生徒が揃うことから、成績争いでは上位に食い込む。また、占星術や古代呪文語を得意とする生徒が多い。寮長の意向により、宴が頻繁に開かれている。イメージカラー、魔法石はえんじ色。
カリム・アルアジーム
声 - 古田一紀、内山茉莉（幼少期）
学内でも屈指の社交性の高さを誇る寮長。喜怒哀楽が明確かつ、自由奔放で、懐が広い。このため、寮長として寮生から慕われている。実家が裕福な商家で、30人以上兄弟がいる。このため金銭感覚が一般人とはかけ離れている。また、幼少期から誘拐や殺人未遂の被害に遭ってきたため、食事はジャミルの作ったもののみ摂取する。彼が寮長となった背景には、実家から学園への多額の献金があり、ジャミルが不満を募らせる一因となっていた。ジャミルがオーバーブロットを引き起こした後も、彼を親友として信頼している。ユニーク魔法「枯れない恵み（オアシス・メイカー）」は少ない魔力で大量の美味な水を生み出せる。
ジャミル・バイパー
声 - 二葉要、織江珠生（幼少期）
ジャファーをモデルとした、カリムの従者で副寮長。先祖代々カリムの実家に仕える一族の出身。奔放なカリムに振り回されており、気苦労が絶えない。本人の実力と裏腹に、幼少期から主であるカリムに手加減をしてきており、それを知らずに過ごすカリムにフラストレーションを貯め続けてきた。事件を経て、勝負事でカリムへの手加減をやめた他、毒舌家としての一面も見せている。カリムに対しても大嫌いと告げつつ、従者として世話を続けている。ユニーク魔法「蛇のいざない（スネーク・ウィスパー）」は、複雑な指示は出せないものの、自身の目を見た人間を洗脳できる。

### ポムフィオーレ
『白雪姫』をモチーフとした、学園の中で最も古い寮。美しき女王の奮励の精神に準じている。城のような外観やボールルームなどの設備が特徴。魔法薬学や呪術を得意とする生徒が多く、最も毒薬作りに長けた生徒を寮長とする伝統を持つ。また、美しさにこだわりを持つ生徒が多い。イメージカラー、魔法石は紫。
ヴィル・シェーンハイト
声 - 相葉裕樹、遠野ひかる（幼少期）
中性的な雰囲気を持つ、女王をモチーフとした、女性語で話す寮長。モデルや俳優としても活動しており、マジカメのフォロワー数は500万人を超えるインフルエンサーでもある。幼少期から俳優で父のエリック・ヴェニュー（声：江原正士）の撮影に同行するなどの経験を持つ。自他共に厳しい人物。自身の美しさに自信を持ち、手抜きを嫌い、努力を重ねている。マネージャーのアデラ（声：城雅子）が持ち出すオファーに悪役が多いと不満を抱いている。悪役として舞台に立つことの多いヴィルは「最後まで舞台に立ちたい」という願いを持つも、叶わぬ願いとなっている。ユニーク魔法「美しき華の毒（フェアレスト・ワン・オブ・オール）」は、触れたものに呪いを掛ける。
エペル・フェルミエ
声 - 土屋神葉
白雪姫が口にした毒林檎をモチーフとした人物。儚げな外見とは裏腹に野心家で、入学初日にヴィルとの喧嘩で敗北して以降、話し方や佇まいを厳しく躾けられている。また、自身の可憐な見た目にコンプレックスを抱いており、筋骨隆々の高身長を目指している。自身の容姿について意地悪く触れる者には、徹底的に反撃している。「豊作村」という田舎の出身で、普段の話し方に方言が強く出てしまうため、口調を隠すべく口数が少なくなっている。ユニーク魔法は、ガラスの棺を模した結界に対象を閉じ込めて、一定時間活動を停止させる「深紅の果実（スリープ・キス）」。
ルーク・ハント
声 - 糸川耀士郎
本作では珍しくディズニー・ヴィランズではない、狩人をモチーフとする副寮長。美しいものをこよなく愛する人物で、自身を「愛の狩人」と称して他者を追い掛け回すため、彼を苦手とする人間も多い。その一方で自身の私生活に踏み込まれることを嫌う。陽気な人物ではあるものの、周囲からは変わり者と評される。視力や、観察力に優れ、他者に独特の渾名を付けて呼ぶ。また、他者を褒めることが多い人物でもある。ユニーク魔法は、マーキングした人や物を追跡する「果てまで届く弓矢（アイ・シー・ユー）」。

### イグニハイド
『ヘラクレス』をモチーフとした寮で、死者の国の王の勤勉な精神に準じている。寮内は近未来的な雰囲気を纏っている。魔法以外のテクノロジーを積極的に取り入れる性質を持ち、魔法エネルギー工学やデジタル系、機械に親和性を持つ。理系でおたく気質を持ち、ゲームが好きで個人行動を好み、影が薄く大人しい生徒が多い。イメージカラー、魔法石は青。
イデア・シュラウド
声 - 内山昂輝、松井暁波(幼少期)
死者の国を統治するハデスをモチーフとした、不本意で寮長となった人物。実家が裕福で本人の顔立ちは整っており、髪は青い炎が燃えている。普段は寮の自室にて過ごす。人見知りで人が密集する場を嫌うため、対面以外の授業や会議などはタブレット端末を通じて音声で参加する。オンライン上の友人や親しい人間との会話、ネコに関しては流暢に話すが、明るい性格の人間には怯えたような話し方となる。運動神経はほぼ皆無であるものの、オタ芸を得意とする。ユニーク魔法は、STYX本部地下にある冥府の門を開閉する「開かれた冥界の扉（ゲート・トゥ・アンダーワールド）」。本人曰く、シュラウド家に代々伝わるユニーク魔法とのこと。
オルト・シュラウド
声 - 蒼井翔太、伊吹誓乃(幼少期)
イデアと常に行動を共にする弟。イデアと同じ炎の髪と、彼によって作られた機械の体を持つ。弟思いのイデアに対し、オルトもイデアを尊敬し思いやっているが、時に苦言も呈す。性格は兄とは逆で、明るくて人懐っこい。魔法ではなく機械の体に備わった能力を駆使して行動する。自律型AIを搭載した魔導ヒューマノイド。実は物語の始まる数年前に本物の彼はファントムに襲われて絶命しており、それを乗り越えるべくイデアに造られたことが6章終盤で明らかになった。

### ディアソムニア
『眠れる森の美女』に基づいた、茨の魔女の高尚な精神に準じている寮。寮は城の外観を持つが、同様の外観を持つポムフィオーレに比べて陰気なものとなっている。魔法全般について優秀な生徒が多く、種族では妖精が多い。しかし他の寮生からは敬遠されている。イメージカラー、魔法石は黄緑。
マレウス・ドラコニア
声 - 加藤和樹
マレフィセントをモチーフとした、「茨の谷」の王位継承者で寮長を務めるドラゴンの妖精。ツイステッドワンダーランド屈指の魔法士で、次期の王として見分を広めることを目的に入学した。存在感が故に周囲から距離を置かれやすく、招待が届かないことが日常茶飯事となっている。口調は尊大だが、性格は穏やかで、監督生からは「ツノ太郎」と呼ばれている。ユニーク魔法は魔法領域を展開し領域内の生物全てを眠らせ時すら止める「祝福（フェイ･オブ･マレフィセンス）」。
シルバー
声 - 島﨑信長
出生など大部分が謎に包まれた、銀髪の人間。冷静沈着な性格だが、天然ボケの一面を見せる。どこでも眠ってしまう体質の他、動物全般に好かれやすい性質を持つ。リリアのような騎士を目指している。
ユニーク魔法は他者の見ている夢と夢の間を渡ることが出来る「同じ夢を見よう（ミート・イン・ア・ドリーム）」ただし制約がありシルバーが寝ておりなおかつ夢の中だと自覚していなければいけない。渡れる夢はシルバーは選べず縁の深い相手なら繋がりやすい。目覚める際は現実か夢の中で体に強いショックなどを与える必要がある。
セベク・ジグボルト
声 - 石谷春貴
マレウスを崇拝する、人間と妖精のハーフ。兄弟弟子としてリリアから教えを受けているシルバーをライバル視しており、意見の食い違いで頻繁に怒鳴ってしまう。自身が正しいと信じて疑わないため、周囲を困らせるが、根は素直な人物。ユニーク魔法は、全身を電気に変換する「迅雷一閃（リビング・ボルト）」。
リリア・ヴァンルージュ
声 - 緑川光
副寮長で、幼少期からマレウスのお目付け役や、シルバーの養父を担う人物。視覚と聴覚に秀でており、モノ探しが得意だが味覚音痴で、料理の腕は壊滅的。長距離も一瞬で移動ができる。オンラインゲームが好きで、お互いに正体に気付いていないものの、イデアと仲がいい。ユニーク魔法は、物の記憶を読み取る「遠くの揺りかごまで（ファークライ・クレイドル）」。

### 学校関係者
ディア・クロウリー
声 - 宮本充
仮面を常に被っている、理事長から学園を預かっている学園長。奔放で強かで、茶目な性格の持ち主。監督生のために元の世界に戻る術を探しているが、その一方で雑用や無理難題を押し付けてもいる。ゲームでは特別授業を担当し、その間すべての評価が最高点となる。
デイヴィス・クルーウェル
声 - 伊東健人
『101匹わんちゃん』のクルエラ・ド・ヴィルをモチーフとした、理系分野を担当する教員で、監督生たちが属する1年A組の担任。ゲーム中では錬金術を担当する。生徒を子犬扱いし、反抗しなくなるまで教育する一方で、彼らの才能も認めるため生徒からの信頼は厚い。元ナイトレイブンカレッジ生でもある。過去にアパレル関係で働いていたこともあり、ファッションに執着を持つ。
モーゼズ・トレイン
声 - 小山力也
『シンデレラ』のトレメイン夫人をモチーフとした、文系科目を担当する教員。ゲーム中では魔法史を担当する。使い魔であるルチウス（声：鈴木崚汰）を連れている他、既婚者で娘を持つ。授業は真面目で、生徒たちには常に厳格な態度で接する。基本的に冷静沈着な性格の持ち主だが、ルチウスがいなくなると取り乱す。
アシュトン・バルガス
声 - 竹内良太
『美女と野獣』のガストンをモチーフとした体育教師。ゲーム中では飛行術を担当する。「魔法は筋肉から」を信条とする体育会系の性質の他にナルシストとしての一面も持つ。このため体育が得意な生徒からは慕われるが、苦手な生徒からは忌避されている。
Mr.サム
声 - 木村昴
『プリンセスと魔法のキス』のドクター・ファシリエをモチーフとした、学園内の購買「Mr.Sのミステリーショップ」の店長。気さくな性格で、監督生を含め学園の生徒たちを「小鬼ちゃん」と呼ぶ。人脈が広く品揃えは豊富だが、生徒によく分からないものを売りつけようとする一面も持つ。交渉ではクロウリーを手玉に取ることができる。

## ロイヤルソードアカデミー
NRCのライバル校で、王立の名門魔法士養成学校。学園長はアンブローズ63世（声：井上和彦）。校舎はシンデレラ城をモチーフとしている。毎年5月にはNRCとの間でマジフト学園対抗戦を開催している。
アルチェーミ・アルチェーミエヴィチ・ピンカー
声 - 濱健人、青山吉能（幼少期）
『不思議の国のアリス』のチェシャ猫をモチーフとした3年生。通称チェーニャ。リドルとトレイの幼馴染で、NRCではハーツラビュルにて「なんでもない日」のパーティーに参加することがある。ユニーク魔法は、肉体の一部を消失させる「笑う縞猫（ノット・オール・マイヘッド）。
ネージュ・リュバンシェ
声 - 永塚拓馬
『白雪姫』の白雪姫をモチーフとする、素朴な人柄の2年生。人気のある芸能人で、ヴィルから妬まれている。元々は孤児で、7人の小人たちをモチーフとするスニック（声：新田早規）、ドミニク（声：小市眞琴）、グラン（声：村中知）、シェルピィ（声：長谷美希）、ホップ（声：川井田夏海）、ティミー（声：朝日奈丸佳）、トービー（声：岩倉あずさ）というドワーフたちと共に暮らしていた。仕事での報酬を孤児を救うための寄付に宛てている。

## 追加実装されたキャラ
ロロ・フランム
声 - 神谷浩史
『ノートルダムの鐘』に登場するクロード・フロローをモチーフとするキャラクター。ノーブルベルカレッジの3年生であり、同校の生徒会長を務めている。一人を好む性格で、ある理由から魔法士を嫌っている。ユニーク魔法は、他者の恐怖・混乱・焦燥を糧に燃える炎を纏い、自在に操る「くすぶる欲望（ダーク・ファイア）」。
元はイベント「グロリアス・マスカレード」のゲストキャラだったが、2023年のイベント復刻に伴い実装された。
フェロー・オネスト
声 - 杉田智和
『ピノキオ』に登場するファウルフェローをモチーフとする狐獣人で、26歳。相棒の猫獣人ギデルと共に詐欺やインチキ商売で日銭を稼いでは世界各地を旅している。プレイフルランドの支配人として登場し、監督生たちを捕まえたが、雇い主と金のことで喧嘩し、はらいせに全員を逃がした。ユニーク魔法は、相手を少しだけ楽観的にする「薔薇色の夢（ライフ・イズ・ファン）」。
　元はイベント「ステージ・イン・プレイフルランド」のゲストキャラだったが、2024年のイベント復刻に伴い実装された。